# El degradado
El degradado (Recuerdos del Cáucaso) (en ruso: Из кавка́зских воспомина́ний. Разжа́лованный), también conocido como De los recuerdos del Cáucaso. Degradado, es un cuento del escritor ruso León Tolstói publicado en 1856 en el N.º 12 de la revista Biblioteca de Lectura.Pertenece al ciclo de obras ambientadas en el Cáucaso.Fue inspirado por sus encuentros con soldados degradados durante su servicio en el Cáucaso.

## Cronología

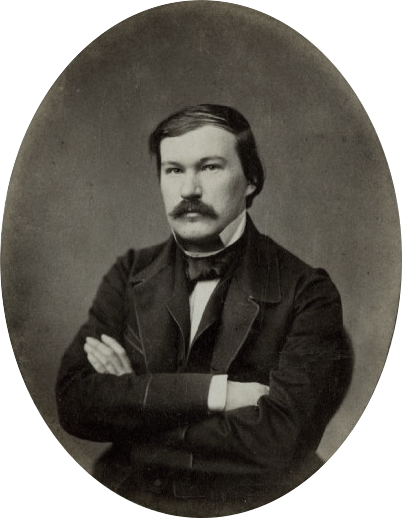
Druzhinin, editor de la revista

La primera referencia documentada al cuento se remonta a una entrada en el diario de Tolstói del 3 de diciembre de 1853. Sin embargo, después de esta breve mención, no se encuentran más indicaciones hasta finales de 1856.
En noviembre de 1856, mientras se encontraba en San Petersburgo, retoma la idea. El proceso de revisión y elaboración continuó hasta finales de noviembre de 1856, momento en el cual fue entregado a Druzhinin, editor de la revista Biblioteca de Lectura.
Sin embargo, la censura impuso ciertas restricciones al texto original, solicitando cambios significativos antes de permitir su publicación. Estas modificaciones incluyeron la alteración del título, la atenuación de las críticas hacia los oficiales y la vida militar en el Cáucaso, así como la exigencia de mostrar una actitud de indignación ante el personaje Guskov.
El cuento vio finalmente la luz bajo el título «Encuentro en el escuadrón con un conocido de Moscú. De las notas caucásicas del Príncipe Necjliúdov».

### Citas
1. 1 2  Mendelssohn, 1935, p. 314.
2. ↑  Mendelssohn, 1935, p. 287.
3. 1 2  Mendelssohn, 1935, p. 313.
4. ↑  Mendelssohn, 1935, pp. 313-314.

#### Libros
- Mendelssohn, N. M. (1935). «Comentarios. El degradado.».  En N. M. Mendelssohn; S. L. Tolstói, eds. Obras, 1852-1856 (Obras completas de León Tolstói en 90 volúmenes) (en ruso) 3. Moscú, Rusia: Biblioteca Estatal Rusa. pp. 312-317.